# Кай Тресид
Kai Tracid — (Kai Franz, родился 17 января 1972) — немецкий DJ и продюсер. Псевдоним Tracid возник из комбинации музыкальных жанров Trance и Acid.

## Карьера
В Германии он прославился своим первым синглом «Your Own Reality». В 1998 году он получил мировую известность с Liquid Skies. В ноябре 2001 года он впервые попал в десятку лучших немецких сингловых чартов.
В 2009 году он взял перерыв в создании музыки на неопределенный срок и стал соучредителем центра йоги Balance Yoga.
В феврале 2020 года Тресид объявил о своем возвращении на сцену с выпуском своего нового сингла «DT64», созданного в сотрудничестве с Moguai.

## Дискография

### Альбомы
- Skywalker 1999 (1999)
- Trance & Acid (2002)
- Contemplate (The Reason You Exist) (2003)

### Ремикс-альбомы
- Remix Collection (2012)

### Синглы
- 303 State featuring Ramon Tapia (2020)
- Freedom of Expression featuring Tom Wax - ASYS (2020)
- DT64 featuring MOGUAI (2020)
- Wrong or Right featuring ASYS (2021)

| Год                                                                    | Сингл                                  | Пиковые позиции в чартах | Пиковые позиции в чартах | Пиковые позиции в чартах | Альбом                             |
| Год                                                                    | Сингл                                  | GER                      | AUT                      | SUI                      | Альбом                             |
| ---------------------------------------------------------------------- | -------------------------------------- | ------------------------ | ------------------------ | ------------------------ | ---------------------------------- |
| 1996                                                                   | "So Simple"                            | —                        | —                        | —                        | Только синглы                      |
| 1997                                                                   | "Makin' Friends"                       | —                        | —                        | —                        | Только синглы                      |
| 1997                                                                   | "Your Own Reality"                     | 22                       | —                        | —                        | Skywalker 1999                     |
| 1998                                                                   | "Dance For Eternity"                   | 26                       | —                        | —                        | Skywalker 1999                     |
| 1998                                                                   | "Liquid Skies"                         | 31                       | —                        | —                        | Skywalker 1999                     |
| 1999                                                                   | "Destiny's Path"                       | 29                       | —                        | 75                       | Trance & Acid                      |
| 2000                                                                   | "Tiefenrausch (The Deep Blue)"         | 41                       | —                        | 77                       | Trance & Acid                      |
| 2001                                                                   | "Too Many Times"                       | 24                       | —                        | 73                       | Trance & Acid                      |
| 2001                                                                   | "Life Is Too Short"                    | 9                        | 32                       | 49                       | Trance & Acid                      |
| 2002                                                                   | "Trance & Acid"                        | 37                       | —                        | —                        | Trance & Acid                      |
| 2002                                                                   | "4 Just 1 Day"                         | 12                       | 38                       | —                        | Contemplate (The Reason You Exist) |
| 2003                                                                   | "Conscious"                            | 44                       | —                        | —                        | Только синглы                      |
| 2007                                                                   | "Inflator/Aural Border"                | —                        | —                        | —                        | Только синглы                      |
| 2007                                                                   | "Depressive Mood/Discreet Charm"       | —                        | —                        | —                        | Только синглы                      |
| 2020                                                                   | "DT64" (with Moguai)                   | —                        | —                        | —                        | Только синглы                      |
| 2020                                                                   | "Freedom Of Expression" (with A*S*Y*S) | —                        | —                        | —                        | Только синглы                      |
| "—" обозначает запись, которая не попала в чарты или не была выпущена. |                                        |                          |                          |                          |                                    |

## Ранние работы
- Acid Train / Sweat Room (1995) As A*S*Y*S
- Acid Squid (1996) As A*S*Y*S
- Radon (1996) As Mac Acid II
- Only The Strong (1996) As K
- Waveshaper (1999) As K
- The Spice (1999) As Arrakis
- Auf Die Fresse / Säurebad (1999) As Warmduscher
- Säurebad (The Remixes) (1999) As Warmduscher
- Acid Save Your Soul (1999) As A*S*Y*S
- Acid Head Cracker (2000) As A*S*Y*S
- 10 Kleine Bassdrums (2000) As Warmduscher
- Acid Nightmare / DJ's Nightmare (2001) As A*S*Y*S
- Hardcore Will Never Die (2002) As Warmduscher feat. Lamont Humphrey
- From Past To Phuture (2003) As A*S*Y*S
- No More Fucking Rock'n'Roll (2004) As A*S*Y*S
- Acid Flash (2005) As A*S*Y*S
- Cheers (2007) As A*S*Y*S